# Aidone
Aidone je italská obec v provincii Enna na ostrově Sicílie.
V roce 2011 zde žilo 4 929 obyvatel.

## Sousední obce
Enna, Mineo (CT), Piazza Armerina, Raddusa (CT), Ramacca (CT)